# 강화군의 향토유적
강화군의 향토유적은 다음 각호에 해당하는 것을 말한다.
1. 문화재 보호법 및 건조물법에 의거 문화재 및 건조물로 지정되지 아니한 것으로서 향토의 역사, 예술상 가치가 있는 것과 이에 준하는 고고자료
2. 향후 문화재로서 보존가치가 있을 것으로 기대되는 유적
3. 향토문화, 토속, 풍속을 연구하는데 필요한 자료

## 지정 목록
| 지정번호 | 그림 | 명칭                                | 소재지                                            | 지정·해제일자                                                            | 비고 |
| -------- | ---- | ----------------------------------- | ------------------------------------------------- | ------------------------------------------------------------------------ | ---- |
| 1호      |      | 윤집 택지 (尹集 宅址)               | 강화군 강화읍 월곳리 419-2                        | 1986년 4월 1일 지정                                                      |      |
| 2호      |      | 강화중성 (江華中城)                 | 강화군 강화읍, 선원면                             | 1986년 4월 1일 지정                                                      |      |
| 3호      |      | 황형 택지 (黃衡 宅址)               | 강화군 강화읍 월곳리 242                          | 1986년 4월 1일 지정                                                      |      |
| 4호      |      | 강화외성 (江華 外城)                | 강화군                                            | 1986년 4월 1일 지정                                                      |      |
| 5호      |      | 보만정지 (保晩亭址)                 | 강화군 강화읍 국화리 282                          | 1986년 4월 1일 지정                                                      |      |
| 6호      |      | 황형묘 및 신도비 (黃衡墓 및 神道碑) | 강화군 강화읍 월곳리 665-1                        | 1986년 4월 1일 지정, 2013년 7월 29일 해제, 인천 기념물 제65호로 승격     |      |
| 7호      |      | 철종외가묘 (哲宗外家墓)             | 강화군 선원면 냉정리 산70-46                      | 1986년 4월 1일 지정                                                      |      |
| 8호      |      | 용진진 (龍津鎭)                     | 강화군 선원면 연리                                | 1986년 4월 1일 지정, 1999년 3월 29일 해제, 인천 기념물 제42호로 승격     |      |
| 9호      |      | 경고비 (警告碑)                     | 강화군 불은면 덕성리 836                          | 1986년 4월 1일 지정                                                      |      |
| 10호     |      | 쌍충비각 (雙忠碑閣)                 | 강화군 불은면 덕진로 31 (덕성리)                  | 1986년 4월 1일 지정                                                      |      |
| 11호     |      | 정족산 가궐지 (鼎足山 假闕址)       | 강화군 길상면 온수리 산48                         | 1986년 4월 1일 지정, 2017년 12월 20일 해제, 시지정 문화재와 중복         |      |
| 12호     |      | 선원보각지 (璿源寶閣址)             | 강화군 길상면 온수리 산48                         | 1986년 4월 1일 지정, 2017년 12월 20일 해제, 인천 기념물 67호와 중복      |      |
| 13호     |      | 고려이궁지 (高麗離宮地)             | 강화군 화도면 흥왕리 404-1                        | 1986년 4월 1일 지정                                                      |      |
| 14호     |      | 분오리돈대 (分五里墩臺)             | 강화군 화도면 사기리                              | 1986년 4월 1일 지정, 1999년 3월 29일 해제, 인천 유형문화재 제36호로 승격 |      |
| 15호     |      | 북일곶돈대 (北一串墩臺)             | 강화군 화도면 장화리 1209번지                     | 1986년 4월 1일 지정, 1999년 3월 29일 해제, 인천 기념물 제41호로 승격     |      |
| 16호     |      | 미루지돈대 (彌樓只墩臺)             | 강화군 화도면 여차리 170-2번지                    | 1986년 4월 1일 지정, 1999년 3월 29일 해제, 인천 기념물 제40호로 승격     |      |
| 17호     |      | 홍익한택지 (洪翼漢宅址)             | 강화군 화도면 흥왕리 산30-2                       | 1986년 4월 1일 지정                                                      |      |
| 18호     |      | 분청사기 요지 (分靑沙器 窯址)       | 강화군 화도면 사기리 산178                        | 1986년 4월 1일 지정                                                      |      |
| 19호     |      | 함허대사부도 (㴠虛大師浮屠)         | 강화군 화도면 사기리 산86                         | 1986년 4월 1일 지정                                                      |      |
| 20호     |      | 굴암돈대 (屈岩墩臺)                 | 강화군 양도면 하일리 산98번지                     | 1986년 4월 1일 지정, 1999년 3월 29일 해제, 인천 기념물 제39호로 승격     |      |
| 21호     |      | 건평돈대 (乾坪 墩臺)                | 강화군 양도면 건평리 산39번지                     | 1986년 4월 1일 지정, 1999년 3월 29일 해제, 인천 기념물 제38호로 승격     |      |
| 22호     |      | 망양돈대 (望洋 墩臺)                | 강화군 내가면 외포리 680번지                      | 1986년 4월 1일 지정, 1999년 3월 29일 해제, 인천 기념물 제37호로 승격     |      |
| 23호     |      | 삼암돈대 (三岩墩臺)                 | 강화군                                            | 1986년 4월 1일 지정, 1999년 3월 29일 해제, 인천 유형문화재 제35호로 승격 |      |
| 24호     |      | 무태돈대 (無殆墩臺)                 | 강화군                                            | 1986년 4월 1일 지정, 1999년 3월 29일 해제, 인천 문화재자료 제18호로 승격 |      |
| 25호     |      | 봉가지 (奉哥池)                     | 강화군 하점면 부근리 420-2                        | 1986년 4월 1일 지정                                                      |      |
| 26호     |      | 삼거리 천곡 고인돌                  | 강화군 하점면 삼거리 524-1                        | 1986년 4월 1일 지정, 2017년 12월 20일 명칭변경, 행정구역상 삼거리에 위치 |      |
| 27호     |      | 석주권필유허비 (石洲權韠遺墟碑)     | 강화군 송해면 하도리 892                          | 1986년 4월 1일 지정                                                      |      |
| 28호     |      | 연산군 유배지 연산군 적거지         | 강화군 교동면 고구리 산233 강화군 교동 읍내리 270 | 1986년 4월 1일 지정, 2017년 12월 20일 변경, 위치 및 문화재명 재검토      |      |
| 29호     |      | 화개산 봉수대 (華蓋山 烽燧臺)       | 강화군 교동 고구리 233                            | 1986년 4월 1일 지정                                                      |      |
| 30호     |      | 화개산성 (華蓋山城)                 | 강화군 교동 고구리 산145                          | 1986년 4월 1일 지정, 2017년 12월 20일 명칭 정정                          |      |

## 참고 문헌
- 강화군 홈페이지 - 고시/공고